# Givʿat HaMatos
Givʿat HaMatos (hebräisch גִּבְעַת הַמָּטוֹס Hügel des Flugzeugs, arabisch غفعات همتوس) ist ein Stadtviertel von Ostjerusalem.

## Lage
Givʿat HaMatos liegt im Süden von Jerusalem und ist umgeben von Talpiot im Norden, Gilo und Beit Safafa im Westen, sowie Bethlehem und Har Choma im Süden.

## Geschichte
Das Stadtviertel wurde 1991 gegründet. Im Dezember 2012 sollte das Viertel um 2.610 Wohnungen erweitert werden. Die Europäische Union und die USA lehnten jedoch die Erweiterung ab. Im November 2016 wurde der Bau von 2.600 Wohnungen in Givʿat HaMatos genehmigt.

## Name
Givʿat HaMatos heißt auf Deutsch: „Flugzeughügel“. Der Ort erhielt seinen Namen, nachdem am 6. Juni 1967, dem zweiten Tag des Sechs-Tage-Krieges, ein kleines zweimotoriges Flugzeug der israelischen Luftwaffe dort abgestürzt war, nachdem es von der jordanischen Luftabwehrartillerie getroffen worden war. Der Pilot, Leutnant Dan Givʿon (hebräisch דן (דני) גבעון) kam dabei um.